# Thera juniperata
Pour les articles homonymes, voir Phalène.
Espèce
Thera juniperata, la Phalène du genévrier ou Corythée du genévrier, est une espèce de lépidoptères (papillons) de la famille des Geometridae.